# Finnische Fußballmeisterschaft 1912
Die finnische Fußballmeisterschaft 1912 war die fünfte Saison der höchsten finnischen Spielklasse im Herrenfußball.
Titelverteidiger HJK Helsinki gewann die Meisterschaft.

## Endrunde

### Halbfinale
|                 | Ergebnis |                |
| --------------- | -------- | -------------- |
| Helsingfors IFK | 3:0      | Kronohagens IF |
| HJK Helsinki    | 4:0      | Åbo IFK        |

### Finale
|              | Ergebnis |                 |
| ------------ | -------- | --------------- |
| HJK Helsinki | 7:1      | Helsingfors IFK |